# Mișcarea Tea Party

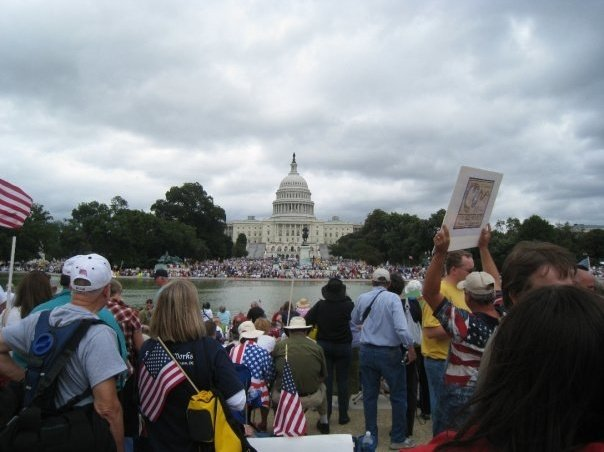
Protestatari ai mișcării Tea Party pe peluza vestică a Capitoliului Statelor Unite ale Americii și a parcului național în cadrul protestului din 12 septembrie 2009.

Mișcarea Tea Party a fost o mișcare politică⁠(d) din interiorul Partidul Republican susținătoare a conservatorismului fiscal. Membrii acesteia militează pentru reducerea impozitelor⁠(d), respectiv a datoriei naționale⁠(d) și a deficitului bugetar federal⁠(d) prin scăderea cheltuielilor guvernamentale. Mișcarea susține principiile statului minimal⁠(d) și se opune sistemului de sănătate universal⁠(d) sponsorizat de guvern. Mișcarea Tea Party a fost descrisă drept o mișcare a populismului juridic⁠(d) caracterizată de convingeri care combină libertarianismul⁠(d), populismul de dreapta și conservatorismul. Aceasta a susținut numeroase proteste⁠(d) și politicieni⁠(d) începând din 2009. Conform American Enterprise Institute⁠(d), diverse sondaje din 2013 au estimat că puțin peste 10% din americani se identifică cu această mișcare.
Mișcarea a fost lansată ca urmare a sugestiei reporterului CNBC⁠(d) Rick Santelli⁠(d) din 19 februarie 2009 că este nevoie de o „partidă de ceai”. Mai mulți activiști conservatori au căzut de acord după o conversație telefonică⁠(d) să coalizeze împotriva agendei președintelui Barack Obama și să organizeze o serie de proteste. Susținătorii mișcării au avut un impact puternic asupra politicilor interne ale Partidului Republican. Deși Tea Party nu este un partid politic în sensul clasic al termenului, unele analize sugerează că membrii săi influențează deciziile Congresului. Aceasta a fost susținută de Americans for Prosperity⁠(d), o organizație conservatoare de lobbying înființată de omul de afaceri David Koch⁠(d). Nu se cunosc sumele pe care David și fratele său Charles Koch⁠(d) le-au donat organizației AFP. Între timp, aripa conservatoare a partidului a renunțat la acest nume.
Numele mișcării se referă la Boston Tea Party din 16 decembrie 1773, un eveniment decisiv care a contribuit la inițierea Revoluției Americane. Evenimentul din 1773 a fost cauzat de impozitele impuse de guvernul britanic fără reprezentare politică pentru coloniștii americani, iar trimiterile la partida de ceai de la Boston și costumele din acea epocă sunt utilizate sau menționate de membrii mișcării.